# 꾸러기 수비대
《꾸러기 수비대》(혹은《출동! 12레인저》)는 십이지를 소재로 한 애니메이션이다.
일본에서는 《십이전지 폭렬 에토레인저》(十二戦支 爆烈エトレンジャー)라는 이름으로 NHK 위성 제2텔레비전을 통해 1995년에 방영되었다.

## 개요
한국어 더빙판으로는 1996년 KBS 2TV에서 방영한 《꾸러기 수비대》와 투니버스에서 방영한 《출동! 12레인저》 두 가지가 있는데, KBS 2TV의 선행방송과 공중파방송이라는 이점으로 대한민국에서는 《꾸러기 수비대》라는 명칭으로 잘 알려져 있다. 1999년 11월 15일부터 2000년 1월 28일까지 iTV 인천방송에서 KBS 방영분을 재방영했고, 2004년에 재능TV에서 역시 KBS 방영분을 재방영하기도 했다. 2025년 7월 1일부터 신작 EBS 2TV에 방영 예정이다.
크루세이더 퀘스트와 콜라보레이션을 진행했다.

## 스토리
이야기의 무대는 몽환(원더랜드)(일본어: ムーゲン)라는 수많은 동물 정령(요정)들이 사는 평화로운 이(異)차원의 세계다. 인간이 만들어낸 많은 이야기들이 노벨월드(동화나라)로 구성되어 하늘높이 솟은 노벨폴이 존재의 기둥인 세계이다. 그런데 무겐 바로 아래에 위치한 심해의 어둠 속에는 사령성(일본어: 妖魔城)이 있으며 이곳에서 사령왕 냔마(해라 총사령관)(일본어: ニャンマー)가 노벨월드를 파괴하기 위해 곳곳에 사령 몬스터(블랙전사)들을 파견한다. 그 상태로는 노벨월드가 파괴되고, 무겐마저 붕괴되고 만다. 오오라 공주(오로라 공주)(일본어: オーラ姫)는 무겐의 수비신인 에토레인저(꾸러기 수비대)를 소집하여, 그들로 하여금 시공간 이동머신 키린다(알바트로스)(일본어: キリンダー)를 타고 노벨월드를 지키게 한다. 사령 몬스터는 자신이 침입한 노벨월드 속의 인물로 변신해 그 동화의 세계관을 망가뜨려 이야기의 진행을 저해하는 방법으로 노벨월드의 파괴를 꾀한다. 에토레인저가 각 노벨월드에 있을 수 있는 시간은 단 이틀뿐. 그 사이에 사령 몬스터를 찾아내어 "정화"시켜야만 한다. 망가진 노벨월드에서 에토레인저를 기다리는 것은...

## 방영 목록
십이전지 폭렬 에토레인저(꾸러기 수비대)에서 편집 또는 삭제된 부분은 다음과 같다.
- ' 1화 - 이런 모험이 있어~? ' , ' 2화-쓰러트려라 사령 몬스터 '는 일본의 전래동화 ' 모모타로 ' 이기 때문에 1화는 편집, 2화는 삭제되었다.
- ' 7화 - 오늘 개점? 카구야 공주를 찾아라 ' 도 일본의 전래동화(대나무 장수)이기 때문에 삭제되었다.
- ' 17화 - 알라딘 할아버지와 마법의 램프 '는 일본의 전래동화는 아니지만 배경이 일본의 ' 에도시대 ' 여서 삭제되었다.
- ' 15화와 29화는 국내 방송은 분명히 했으나,[2] 방영자료가 남아있지 않아, 인터넷이나, 비디오로도 더빙판을 찾을 수 없다. 비디오 테이프 손상으로 방영자료를 찾을 수 없는걸 수도...

그 외에 ' 4화 - 토끼 실례, 거북이 먼저 ' , ' 6화 - 결투! 웨스턴으로 서유기 ' , ' 14화 - 짚대 장자의 교환전투! ' , ' 38화 - 분노와 증오의 끝에서 ' 등 여러 에피소드들이 편집되었다.
| 화 수 | 서브 타이틀 (일본판)                                           | 서브 타이틀 (국내판)!!노벨 월드      | 출격 멤버                                  | 백업 멤버        | 방영일           |                 |
| ----- | -------------------------------------------------------------- | ------------------------------------ | ------------------------------------------ | ---------------- | ---------------- | --------------- |
| 1     | 이런 모험이 있어~? (こんな冒険ありぃ～?)                       | \|rowspan="2"\|모모타로              | 바쿠마루, 크림, 몽쿠, 타르트, 포치로       | -                | 1995년 4월 7일   |                 |
| 2     | 쓰러트려라 사령 몬스터 (倒せ妖魔モンスター)                    | -                                    | 바쿠마루, 크림, 몽쿠, 타르트, 포치로       | 호루스, 가오우   | 1995년 4월 14일  |                 |
| 3     | 0시 5분의 신데렐라 (0時五分のシンデレラ)                       | \|신데렐라                           | 바쿠마루, 크림, 뇨로리, 파카랏치, 수플레   | 드라고           | 1995년 4월 21일  |                 |
| 4     | 토끼 실례, 거북이 먼저 (ウサギ失礼、カメしまへん)              | \|토끼와 거북이                      | 바쿠마루, 크림, 드라고, 몽크, 포치로       | 뇨로리           | 1995년 4월 28일  |                 |
| 5     | 오리 아이는 타조? (アヒルの子はダチョウ?)                      | \|미운 오리 새끼                     | 바쿠마루, 호루스, 뇨로리, 타르트, 우린     | 파카랏치         | 1995년 5월 5일   |                 |
| 6     | 결투! 웨스턴으로 서유기 (決闘!ウェスタンで西遊記)              | \|서유기                             | 바쿠마루, 파카랏치, 수플레, 몽크, 우린     | 가오우, 드라고   | 1995년 5월 12일  |                 |
| 7     | 오늘 개점? 카구야 공주를 찾아라 (本日開店?かぐや姫をさがせ)    | \|타케토리 이야기(대나무장수 이야기) | 바쿠마루, 가오우, 크림, 수플레, 타르트     | 호루스, 우린     | 1995년 5월 19일  |                 |
| 8     | 빨간 모자를 조심해 (赤頭巾ちゃんに気をつけて)                  | \|빨간 두건                          | 바쿠마루, 호루스, 수플레, 포치로, 우린     | -                | 1995년 5월 26일  |                 |
| 9     | 놀라운 콩나무 거인의 나라! (おどろき豆の木巨人の国!)           | \|잭과 콩나무                        | 바쿠마루, 가오우, 크림, 드라고             | -                | 1995년 6월 2일   |                 |
| 10    | 피노키오 황금의 나날!? (ピノキオ・黄金の日々!?)                | \|피노키오                           | 바쿠마루, 크림, 타르트, 포치로             | 드라고           | 1995년 6월 9일   |                 |
| 11    | 백설공주의 애플 패닉! (白雪姫のアップルパニック!)              | \|백설공주                           | 바쿠마루, 호루스, 가오우, 크림, 타르트     | 수플레           | 1995년 6월 16일  |                 |
| 12    | 사령왕 냔마의 도전 (妖魔王ニャンマーの挑戦)                    | \|아기 돼지 삼형제                   | 바쿠마루, 크림, 뇨로리, 몽크, 우린         | -                | 1995년 6월 23일  |                 |
| 13    | 여기저기서 대핀치! (あっちでこっちで大ピンチ!)                 | \|늑대와 일곱 마리 아기 염소         | 바쿠마루, 크림, 뇨로리, 몽크, 우린         | 드라고           | 1995년 6월 30일  |                 |
| 14    | 짚대 장자의 교환전투! (わらしべ長者の交換合戦!)                | \|짚대 장자                          | 바쿠마루, 크림, 뇨로리, 타르트, 우린       | 파카랏치         | 1995년 7월 7일   |                 |
| 15    | 엣? 날 수 없는 피터팬 (えっ?飛べないピーターパン)              | \|피터 팬                            | 바쿠마루, 뇨로리, 파카랏치, 수플레, 포치로 | 드라고           | 1995년 7월 14일  |                 |
| 16    | 대무술대회! 바쿠마루가 결혼? (大武術大会!バク丸が結婚?)        | \|쥐 시집보내기                      | 바쿠마루, 크림, 우린                       | 가오우, 포치로   | 1995년 7월 21일  |                 |
| 17    | 알라딘 할아버지와 마법의 램프 (アラジンじいさんと魔法のランプ) | \|알라딘                             | 바쿠마루, 가오우, 수플레, 포치로           | -                | 1995년 7월 28일  |                 |
| 18    | 장렬! XX의 은혜갚기 (壮絶!××の恩返し)                          | \|은혜갚은 학                        | 바쿠마루, 가오우, 파카랏치, 타르트, 우린   | -                | 1995년 8월 4일   |                 |
| 19    | 이상하고 이상한 과자의 집 (オカシなオカシなおかしのおうち)     | \|헨젤과 그레텔                      | 바쿠마루, 크림, 수플레, 타르트, 포치로     | 우린             | 1995년 8월 11일  |                 |
| 20    | 장화신은 고양이의 음모 (長靴をはいた猫の陰謀)                  | \|rowspan="3"\|장화 신은 고양이      | 바쿠마루, 호루스, 몽크, 포치로             | 가오우           | 1995년 8월 18일  |                 |
| 21    | 소생하라 바쿠마루! (よみがえれバク丸!)                         |                                      | 바쿠마루, 호루스, 몽크, 포치로             | 1995년 8월 25일  |                  |                 |
| 22    | 파워 업! 뉴 키린더 (パワーアップ!ニューキリンダー)             |                                      | 바쿠마루, 호루스, 몽크, 포치로             | 1995년 9월 1일   |                  |                 |
| 23    | 파랑새는 타르트? (青い鳥のタルト?)                             | \|파랑새                             | 바쿠마루, 호루스, 가오우, 타르트, 포치로   | -                | 1995년 9월 8일   |                 |
| 24    | 수플레여 총을 들어라! (スフレよ銃をとれ!)                      | \|양치기 소년                        | 크림, 뇨로리, 수플레, 몽크, 우린           | 바쿠마루         | 1995년 9월 15일  |                 |
| 25    | 브로드 웨이의 인어공주 (ブロードウェイの人魚姫)                | \|인어공주                           | 바쿠마루, 드라고, 파카랏치, 수플레, 포치로 | -                | 1995년 9월 22일  |                 |
| 26    | 금? 노! 오 노! (金?のォ!おォのォ!)                             | \|금도끼 은도끼                      | 전원                                       | -                | 1995년 9월 29일  |                 |
| 27    | 사막의 하얀 악마 (砂漠の白い悪魔)                              | \|백경                               | 바쿠마루, 가오우, 파카랏치, 수플레, 우리   | 뇨로리           | 1995년 10월 6일  |                 |
| 28    | 몽크 말살!? 원숭이 게 합전! (モンク抹殺!?さるかに合戦!)        | \|원숭이와 게의 싸움                 | 바쿠마루, 몽크, 포치로                     | -                | 1995년 10월 13일 |                 |
| 29    | 사랑과 청춘의 파카라치 (愛と青春のパカラッチ)                  | \|프랑켄슈타인                       | 바쿠마루, 크림, 파카랏치, 우린             | -                | 1995년 10월 27일 |                 |
| 30    | 추억의 버스데이 프레젠트 (想い出のバースディ・プレゼント)      |                                      |                                            |                  | 1995년 11월 3일  |                 |
| 31    | 대핀치! 냔마의 함정 (大ピンチ!ニャンマーの罠)                  | \|rowspan="2"\|브레멘 음악대         | 가오우, 파카랏치, 타르트, 포치로           | -                | 1995년 11월 10일 |                 |
| 32    | 잃어버린 기억을 되찾아라 (失われた記憶をとりもどせ)            | \|전원                               | -                                          | 1995년 11월 17일 |                  |                 |
| 33    | 슬픈 냔마의 과거 (哀しきニャンマーの過去)                      | \|벌거숭이 임금님                    | 바쿠마루, 크림, 뇨로리, 몽크, 타르트       | 가오우, 드라고   | 1995년 11월 24일 |                 |
| 34    | 충격! 키린더 탄생의 비밀 (衝撃!キリンダー誕生の秘密)           |                                      |                                            |                  | 1995년 12월 8일  |                 |
| 35    | 최종결전! 사령성에 돌입하라!! (最終決戦!妖魔城へ突入せよ!!)    |                                      |                                            |                  | 1995년 12월 15일 |                 |
| 36    | 쏴라! 12전지 합체 광선 (はなて!十二戦支合体光線)               | \|우라시마 타로                      | 전원                                       |                  | 1995년 12월 22일 |                 |
| 37    | 눈을 떠라 쥬켄! (めざめよ珠献!)                                | \|오즈의 마법사                      | 전원                                       | -                | 1996년 1월 12일  |                 |
| 38    | 분노와 증오의 끝에서 (怒りと憎しみのはてに)                    |                                      |                                            |                  |                  | 1996년 1월 19일 |
| 39    | 언제든지 너와 만날 수 있어 (いつだってキミに会える)            |                                      |                                            |                  |                  | 1996년 1월 26일 |